# العلاقات الإندونيسية الموريتانية
العلاقات الإندونيسية الموريتانية هي العلاقات الثنائية التي تجمع بين إندونيسيا وموريتانيا.

## مقارنة بين البلدين
هذه مقارنة عامة ومرجعية للدولتين:
| وجه المقارنة                                              | إندونيسيا         | موريتانيا                 |
| --------------------------------------------------------- | ----------------- | ------------------------- |
| المساحة (كم2)                                             | 1.90 مليون        | 1.03 مليون                |
| عدد السكان (نسمة)                                         | 263.99 مليون      | 4.42 مليون                |
| الكثافة السكانية (ن./كم²)                                 | 138.94            | 4.29                      |
| العاصمة                                                   | جاكرتا            | نواكشوط                   |
| اللغة الرسمية                                             | اللغة الإندونيسية | اللغة العربية، لغة فرنسية |
| العملة                                                    | روبية إندونيسية   | أوقية موريتانية، أوقية ‏   |
| الناتج المحلي الإجمالي (بليون دولار)                      | 1.02 تريليون      | 5.02 مليار                |
| الناتج المحلي الإجمالي (تعادل القوة الشرائية) بليون دولار | 2.85 تريليون      |                           |
| الناتج المحلي الإجمالي الاسمي للفرد دولار أمريكي          | 3.35 ألف          |                           |
| الناتج المحلي الإجمالي للفرد دولار أمريكي                 | 10.52 ألف         | 3.91 ألف                  |
| مؤشر التنمية البشرية                                      | 0.684             | 0.506                     |
| رمز المكالمات الدولي                                      | +62               | +222                      |
| رمز الإنترنت                                              | .id               | .mr                       |
| المنطقة الزمنية                                           |                   | 00                        |

## منظمات دولية مشتركة
يشترك البلدان في عضوية مجموعة من المنظمات الدولية، منها:
| علم المنظمة | اسم المنظمة                               | تاريخ انضمام إندونيسيا | تاريخ انضمام موريتانيا |
| ----------- | ----------------------------------------- | ---------------------- | ---------------------- |
|             | مؤسسة التنمية الدولية                     | 20 أغسطس 1968          | 10 سبتمبر 1963         |
|             | يونسكو                                    | 27 مايو 1950           | 10 يناير 1962          |
|             | وكالة ضمان الاستثمار متعدد الأطراف        | 12 أبريل 1988          | 8 سبتمبر 1992          |
|             | الأمم المتحدة                             | 28 سبتمبر 1950         | 27 أكتوبر 1961         |
|             | الاتحاد البريدي العالمي                   | ?                      | ?                      |
|             | البنك الدولي للإنشاء والتعمير             | 13 أبريل 1967          | 10 سبتمبر 1963         |
|             | منظمة التعاون الإسلامي                    | ?                      | ?                      |
|             | منظمة حظر الأسلحة الكيميائية              | ?                      | ?                      |
|             | الاتحاد الدولي للاتصالات                  | 1949                   | 18 أبريل 1962          |
|             | مؤسسة التمويل الدولية                     | 23 أبريل 1968          | 29 ديسمبر 1967         |
|             | المركز الدولي لتسوية المنازعات الاستشارية | 28 أكتوبر 1968         | 14 أكتوبر 1966         |
|             | منظمة التجارة العالمية                    | ?                      | 31 مايو 1995           |
|             | منظمة الشرطة الجنائية الدولية             | 5 أكتوبر 1954          | ?                      |

## وصلات خارجية
- موقع وزارة الخارجية الإندونيسية